# 錢永銘

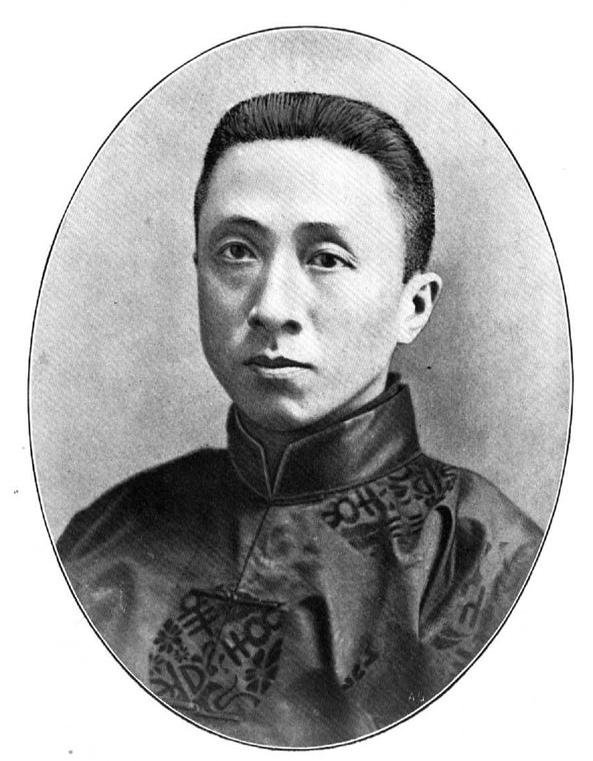

錢永銘（1885年8月29日—1958年6月19日），字新之，以字行，晚号北监老人，男，浙江吴兴（今湖州）人，中华民国银行家、政治人物，江浙财阀代表人物。1933年至1937年，其担任国民政府全国经济委员会委员。  

## 生平

### 北京銀行界的活動
錢永銘祖籍浙江省湖州府吴兴县。1897年（光緒23年），他入上海育才学堂，1902年（光緒28年）入直隶省立天津北洋大学堂学习財政经济学。1903年官费赴日留学，入神户高等商业学校学习财经及银行学。1909年（宣統元年）归国，1910年在公立南洋高等商业学堂任教。辛亥革命后在上海都督府财政部任事。
中華民国成立后，钱永銘受陳其美推薦，被北京政府委任负责清朝旧農工商部接收事務。1913年（民国2年）二次革命爆发，他离开北京政府，从事实业活動。1916年任交通银行北京总行秘书，1917年任交通银行上海分行副经理，1919年任经理。1917年（民国6年），他和黄炎培等人共同设立中華職業教育社。 1920年任上海银行同业公会会长。1922年（民国11年），張謇任交通銀行总理，钱永銘任总行協理。1925年（民国14年）5月，張謇、钱永銘辞職。1925年5月任盐业、金城、中南、大陆四行聯合儲蓄会副主任兼四行聯合準備庫主任。

### 国民政府的活動

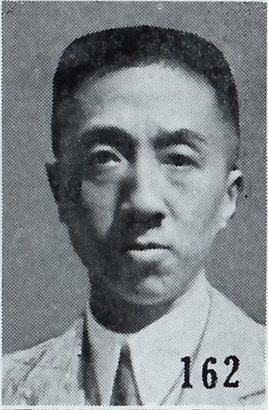
钱永銘照片（『最新支那要人伝』1941年）

1927年初北伐军进抵江浙，钱永銘转入南京国民政府方面。1927年（民国16年）2月，就任浙江省財務委員会委員。3月，江浙财团在上海成立上海商業聯合会任常務委員、上海財政委員会委員。5月，他被任命为中央银行副行長，并任国民政府財政部次長；兼任中央財政委員会委員。钱永銘以浙江財閥的优势，帮助苦于軍費等支出的蒋介石发行公債、国庫券，支持蒋介石的四·一二事件。
1927年8月，钱永銘任关税委員会委員、代理財政部部長。以後，他历任国民政府建設委員会委員、中央银行理事会理事、浙江省政府財政厅厅長、交通銀行常務董事。1929年（民国18年）他转入实业界，任中興煤礦公司总经理、中興輪船公司董事長、中華職業教育社董事会主席等职务。1931年（民国20年）1月，他被任命为驻法国公使，但未实际赴任。
一·二八事變爆发後，钱永銘任上海地方維持会（後改称上海地方協会）理事。1934年（民国23年）他任该会副会長。此前的1933年（民国22年）4月他任全国航空建設会委員，同年设立杭州電力公司。1935年（民国24年），中国银行、交通銀行改組，钱永銘任这两家银行的常務董事。
抗日战争爆发后，钱永銘帮助杜月笙组织上海各界抗敵後援会。日军占领上海後的1937年（民国26年）11月，钱永銘和杜月笙迁居香港，设立中国紅十字会总办事处及賑济委員会第9区事務所。1938年（民国27年）6月，钱永銘任第一届国民参政会参政員（以後，他还曾当选第2至第4届国民参政会参政员），8月任交通銀行董事長兼总理。翌年9月，中央、中国、交通、中国農民四行聯合办事处成立，钱永銘任常務理事。1941年（民国30年）8月，钱永銘转往重慶，和杜月笙共同创立中华实业信托公司，钱永銘任常務董事。1943年（民国32年），杜月笙设立通济公司，钱永銘的交通銀行投資该公司，钱永銘任该公司常務董事。

### 晩年

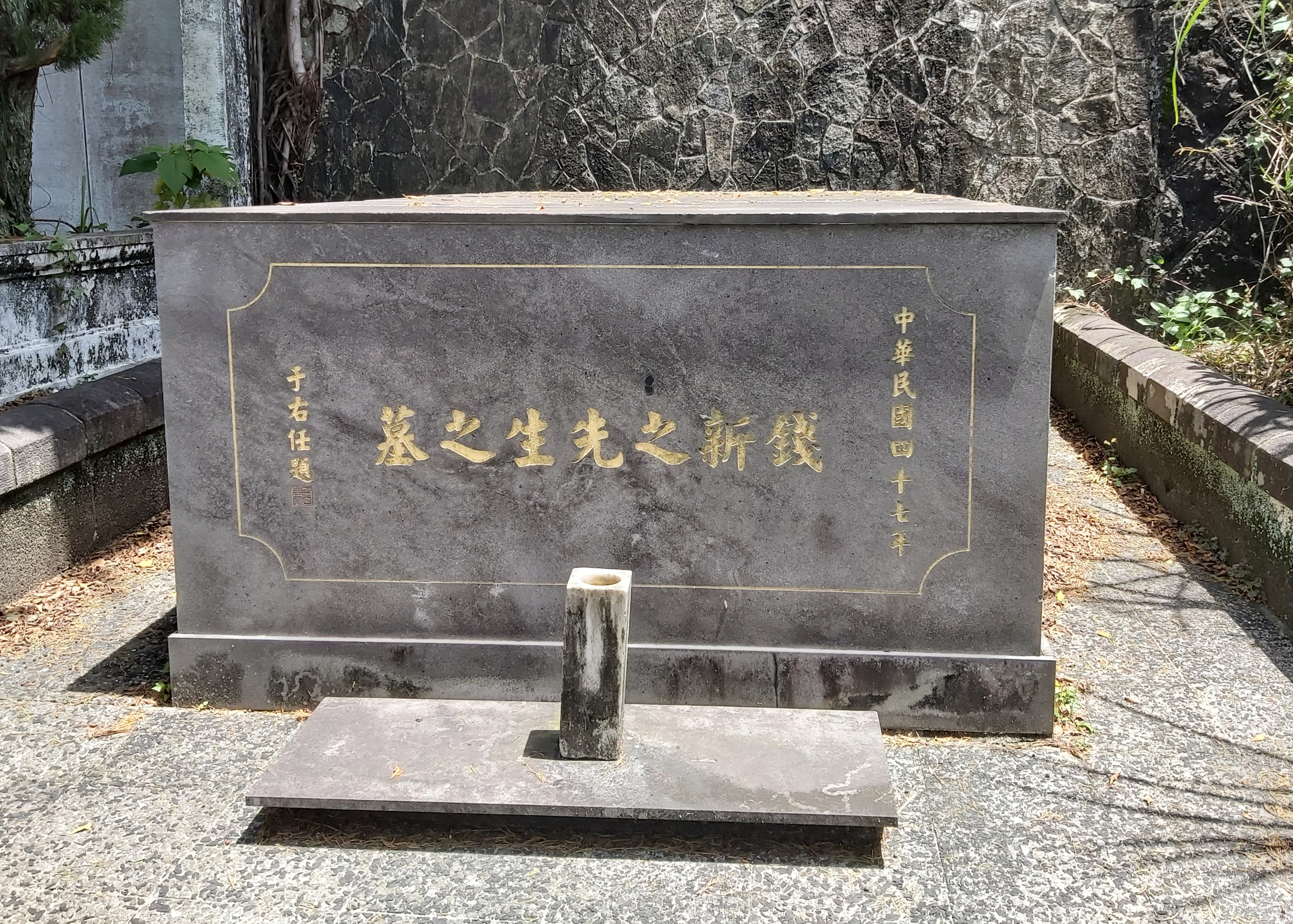
錢永銘在臺北市北投區陽明山第一公墓的墓地，墓碑於1958年由于右任題字「錢新之先生之墓」。

抗日战争结束後的1946年（民国35年）1月，钱永銘在重慶出席政治協商会議（旧政協）。此後，他回到上海，任閘北水電公司、中国盐业公司、上海《新聞報》等企業的董事長。兼任金城银行董事长。1947年10月，他当选制宪国民大会代表。1948年4月，他任美金公債劝募委員会主任委員。1948年（民国37年），他当选行憲国民大会代表。1948年，他和杜月笙筹设复兴航业公司。1949年与杜月笙筹组“上海各界自救救国联合会”。1949年上海解放前夕迁居香港。
1950年3月，钱永銘将复兴航业公司转移到台湾，后来他因病退職。
1958年（民国47年）6月19日，他在台北市病逝。享年74岁。

## 延伸阅读
[在维基数据编辑]
 《海上名人傳·錢新之》，出自《海上名人傳》
 在维基共享资源阅览影像
| 前任：古应芬 | 財政部長（代理）1927年8月 - 10月 | 繼任：孫科 |